# Malavi
Malavi je država u južnoj Africi, bez izlaza na more. Graniči na sjeveru s Tanzanijom, na zapadu sa Zambijom te na jugozapadu i istoku s Mozambikom. Izdužena je oko 500 km u smjeru sjever-jug, a velik dio istočne granice čini jezero Malawi, dio Velikog tektonskog jarka.
Do 1964. Malavi je bio britanska kolonija pod imenom Nyasaland. U prvih trideset godina neovisnosti zemljom je vladao prozapadni i autoritarni Hastings Banda, a 1994. su održani višestranački izbori za predsjednika i parlament na kojima je izgubio vlast.
Malavi je siromašna, uglavnom poljoprivredna zemlja. Glavni izvozni proizvod je duhan. BDP je za 2004. procijenjen na 600 USD po stanovniku, mjereno po PPP-u.
Najveći malawijski grada je Blantyre sa zračnom lukom Chileka.

## Povijest
Prvi bantu narodi naseljavali su područje današnjeg Malavija od 1.st do  4. st.; drugi val od 13.st do 15 st., a 1830. – 1860. onamo je stiglo još pripadnika skupine Zulu, naroda Ngonija i Jaoa; nakon njih su došli trgovci robljem. Robove su prodavali Arapima na istočnoafričkoj obali. 
U periodu 1480. – 1720. trajao je snažan plemenski savez Malavi. Sredinom 19.st. stigli su i europski misionari (među njima i mali škotski misionar David Livingston). Nakon postizanja sporazuma s Njemačkom (1890.) i Portugalom (1891.) Velika Britanija je utemeljila protektorat Nyansaland (Nyansaland Districs Protetorate), 1893. preimenovan je u Britanski Srednjoafrički Protektorat, a 1907. u Nyasu (Nyasaland). Potkraj kolonijalnoga doba u Nyasi je bilo 2 400 000 domorodaca prema 4 073 Europljanina.
Afrikanci su 1944. utemeljili Njaški afrički nacionalni kongres (NANC). U koji su se udružile sve protokolonijalističke snage. Velika Britanija je 1953. utemeljila Federaciju Velika Rodezija i Nyasa, premda su joj se Afrikanci protivili. Kada je NANC 1959. zabranjen i kada je zatvoren njegov vođa Hastings Kamuzu Banda, utemeljena je Malavijska kongresna stranka (MCP). Godine 1963. Nyasa je dobila unutrašnju autonomiju s pravom istupanja iz federacije, premda su je članice sporazumno ukinule 31. prosinca 1963.
Malavi je danas višestranačka, demokratska država. Na snazi je ustav donesen 18. svibnja 1995. Grane vlasti su izvršna, zakonodavna i sudska. Izvršnu vlast čine predsjednik koji je ujedno i šef vlade, njegov prvi i drugi potpredsjednik, te članovi kabineta. Predsjednik i potpredsjednik se biraju na pet godina. Drugog potpredsjednik može odabrati predsjednik ako odluči, ali mora biti iz različite stranke. Zakonodavnu vlast čini jednodomni parlament sa 193 članova koji se biraju na pet godina. Malavijski ustav predviđa i drugi dom od 80 članova koji ne postoji u praksi. Trebali bi ga sačinjavati tradicionalni plemenski vođe, te predstavnici posebnih skupina (npr. mladi, invalidi).

## Zemljopis
Država Malavi nalazi se na jugoistoku Afrike. Površina države je 118480 km² (površina kopna 94080 km²). Malavi nema izlaz na more, te je željeznicom povezan s lukama Nacala i Beira u Mozambiku. Smještena je u tropskom pojasu, na uskom pojasu zemlje između država Zambije i Mozambika, duž doline rijeke Shire. Na sjeveru Malavi graniči s Tanzanijom. 
Od sjevera do juga državom prolazi Veliki tektonski jarak, u kojem se nalazi jezero Malavi, treće najveće jezero u Africi, i koje čini oko 20% površine države. Iz jezera istječe rijeka Shire koja teče prema jugu gdje se ulijeva u rijeku Zambezi. Ostala veća jezera su: Malombe, Chilwa i Chiuta.
Zapadno od velikog tektonskog jarka nalaze se visoki platoi, visine između 900 m do 1200 m nadmorske visine, dok se na sjeveru nalazi Nyika plato visine do 2600 m. Južno od jezera Malavi nalazi se brdski kraj Shire (600 - 1600 m) koji prelazi u još viši (2130 m i 3002 m) Zomba plato i Mulanje masiv. Na krajnjem jugu nadmorska visina je 60 - 90 m.

### Klima
Klima u većem dijelu Malavija je tropska. Kišna sezona traje od studenog do travnja, dok od svibnja do listopada gotovo da nema kiše. U dolini rijeke Shire i na obali jezera od rujna do travnja je vruće i vlažno, s prosječnom najvišom dnevnom temperaturom od 27 do 29 °C. U ostatku zemlje tijekom tih mjeseci je toplo s prosječnom najvećom dnevnom temperaturom od oko 25 °C. Od lipnja do kolovoza područje oko jezera i na jugu su ugodno topli do 23 °C, dok je ostatak zemlje prohladan noću s temperaturama 10 do 14 °C. U višim planinskim područjim Mulanje i Nyika temperatura se spušta i do 6 - 8 °C tijekom lipnja i srpnja. Karonga na krajnjem sjeveru zemlje ima najmanje promjene temperature tijekom godine s najvećom dnevnom temperaturom oko 25 do 26 °C, ali je neobična po tome što su travanj i svibanj najvlažniji mjeseci.

### Administrativna podjela
Malavi je podijeljen u 28 distrikta te u tri regije: 
- Središnja regija: Dedza, Dowa, Kasungu, Lilongwe, Mchinji, Nkhotakota, Ntcheu, Ntchisi, Salima
- Sjeverna regija: Chitipa, Karonga, Likoma, Mzimba, Nkhata Bay, Rumphi
- Južna regija: Balaka, Blantyre, Chikwawa, Chiradzulu, Machinga, Mangochi, Mulanje, Mwanza, Nsanje, Thyolo, Phalombe, Zomba, Neno

## Stanovništvo
Naziv država potječe od riječi Maravi. Riječ Maravi pretpostavlja se da znači "plamenovi vatre" ili "zrake svjetla" - pripadnici plemena Amaravi, iz skupine Bantu naroda, koji su u 15. stoljeću osnovali dinastiju Maravi, bili su poznati po proizvodnji željeza, što je često osvjetljavalo noćno nebo.
Stanovništvo Malavija čine etničke skupine Chewa, Nyanja, Tumbuka, Yao, Lomwe, Sena, Tonga, Ngoni i Ngonde, kao i azijski i europski doseljenici. Većina stanovnika su kršćani, a druga religija po zastupljenosti je islam.
Službeni jezici su engleski jezik i chichewa (naziva se i Chewa, i Nyanja), dok su ostali jezici kao Chinyanja, Chiyao ili Chitumbuka od reginalnog značaja. 